# Roniel Iglesias
Roniel Iglesias Sotolongo, född 14 augusti 1988 i Pinar del Rio, Kuba, är en kubansk före detta boxare. Han tog OS-brons i lätt welterviktsboxning 2008 i Peking. 2011 vann han panamerikanska spelen i lätt weltervikt.

## Meriter

### Olympiska meriter

#### Olympiska sommarspelen 2008
- Huvudartikel: Boxning vid olympiska sommarspelen 2008

| Tävlande        | Viktklass       | Sextondelsfinal      | Åttondelsfinal        | Kvartsfinal          | Semifinal                    | Final                |
| Tävlande        | Viktklass       | Motståndare Resultat | Motståndare Resultat  | Motståndare Resultat | Motståndare Resultat         | Motståndare Resultat |
| --------------- | --------------- | -------------------- | --------------------- | -------------------- | ---------------------------- | -------------------- |
| Roniel Iglesias | Lätt weltervikt | Smaila (CMR) W 15-1  | Moussaid (MAR) W 15-4 | Kovalev (RUS) W 5-2  | Boonjumnong (THA) · L 5-10 · |                      |